# Crismery Santana
Crismery Dominga Santana Peguero (20 aprile 1995) è una sollevatrice dominicana attiva nelle categorie dei pesi massimi (fino a 90/87 kg.) e dei pesi supermassimi (oltre 87 kg.).

## Carriera
Nel 2017 ha vinto la medaglia d'argento ai Campionati panamericani di sollevamento pesi di Miami nella categoria fino a 90 kg., con il risultato di 252 kg. nel totale.
Nello stesso anno, qualche mese dopo, ha vinto la medaglia di bronzo ai Campionati mondiali di Anaheim, sollevando 254 kg. nel totale.
L'anno successivo ha vinto la medaglia d'oro ai Campionati panamericani di Santo Domingo con 258 kg. nel totale.
Sempre nel 2018, ha in seguito partecipato ai Campionati mondiali di Aşgabat, ottenendo la medaglia di bronzo nella categoria fino a 87 kg. con 254 kg. nel totale.
Nel 2019 ha dapprima vinto la medaglia d'oro ai Campionati panamericani di Città del Guatemala con 253 kg. nel totale, successivamente ha ottenuto la medaglia d'argento ai Giochi Panamericani di Lima con 258 kg. nel totale.
Nel 2021, nel mese di aprile, ha vinto la medaglia d'oro ai Campionati panamericani di Santo Domingo 2020 con 257 kg. nel totale e, qualche mese dopo, ha partecipato alle Olimpiadi di Tokyo 2020, vincendo la medaglia di bronzo con 256 kg. nel totale. Nello stesso anno ha vinto la medaglia d'oro ai Campionati panamericani di Guayaquil 2021 con 247 kg. nel totale.
Nel 2022 Crismery Santana è passata nella categoria superiore dei pesi supermassimi (oltre 87 kg.), ottenendo la medaglia di bronzo ai Campionati panamericani di Bogotà con 263 kg. nel totale. 
L'anno successivo ha vinto la medaglia di bronzo ai Giochi panamericani di Santiago del Cile nella categoria oltre 81 kg. con 267 kg. nel totale. 